# اس‌ام یوبی-۵۵
اس‌ام یوبی-۵۵ (به انگلیسی: SM UB-55) یک زیردریایی است که طول آن ۵۵٫۸۵ متر (۱۸۳٫۲ فوت) می‌باشد. این زیردریایی در سال ۱۹۱۷ ساخته شد.